# Bombaim (São Tomé)
Bombaim (auch: Bombain) ist ein Ort in Sao Tomé und Principe. Er entstand aus einer alten Plantage (roça) im Zentrum der Insel São Tomé.

## Geographie
Der Ort liegt etwa 6 km südlich von Monte Café und 5 km südlich von Trindade im Distrikt Mé-Zóchi. Oberhalb des Rio Bomba und umgeben von imposanten Pics, den Bergen im Zentrum der Insel, liegt Bombaim auf Höhen zwischen 450 und 550 m. Vor allem die Gipfel Pico Formoso Grande, Pico Formoso Pequeno, Cantagalo als Teile des Zentralmassivs der Insel umgeben den Ort im Süden. Nach Südosten öffnet sich die Schlucht des Rio Abade. In der Nähe speisen zwei Wasserfälle den Fluss. Zugang zum Ort erfolgt über einen malerischen Waldweg.

## Klima
Nach dem Köppen-Geiger-System zeichnet sich Bombaim durch ein tropisches Klima mit der Kurzbezeichnung Am aus. Die mittlere Jahrestemperatur liegt bei 21,4 °C. Die Niederschläge verteilen sich relativ gleichmäßig übers Jahr, es gibt nur eine sehr kurze „Trockenzeit“.

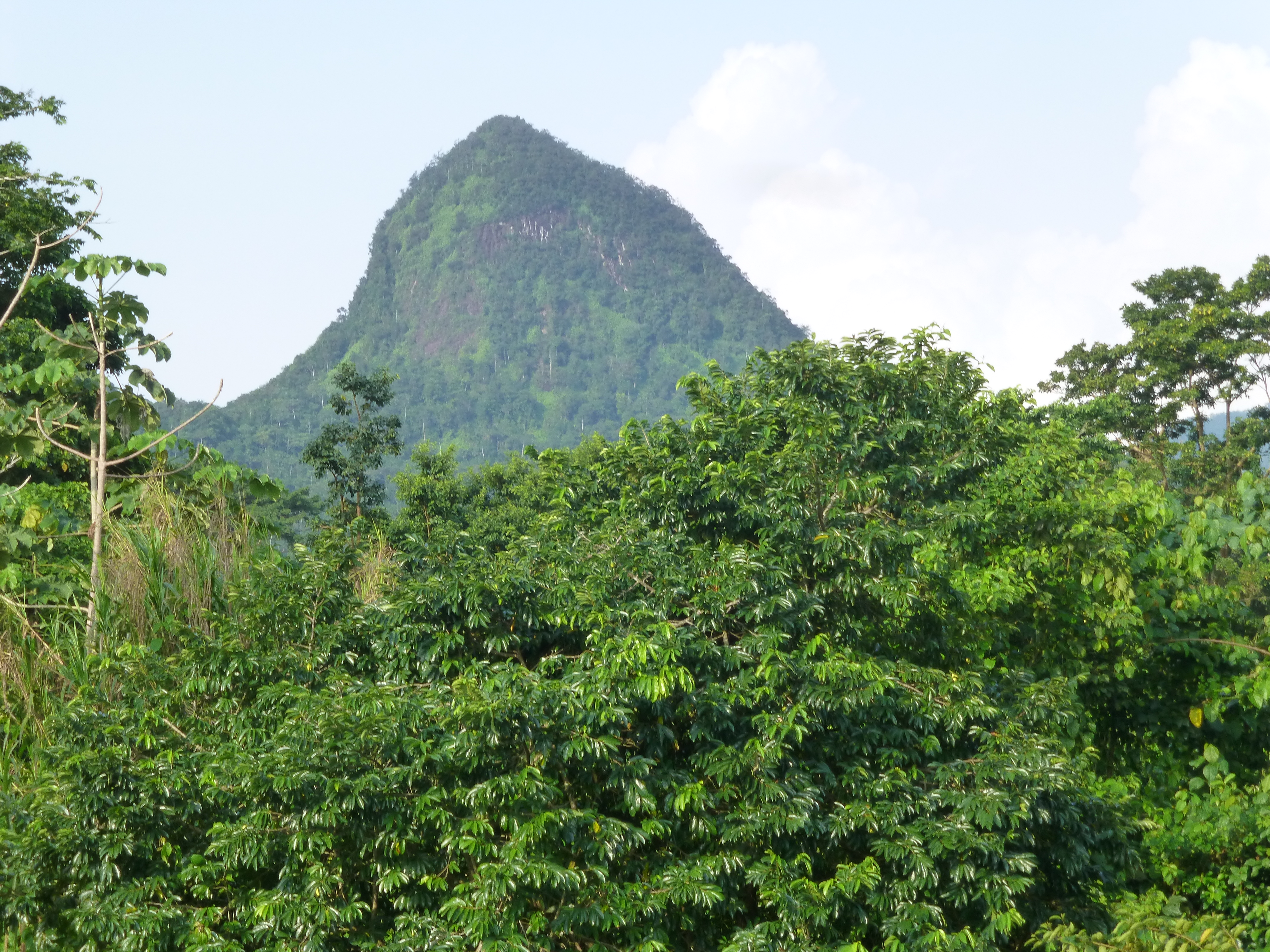
Einer der Pics.
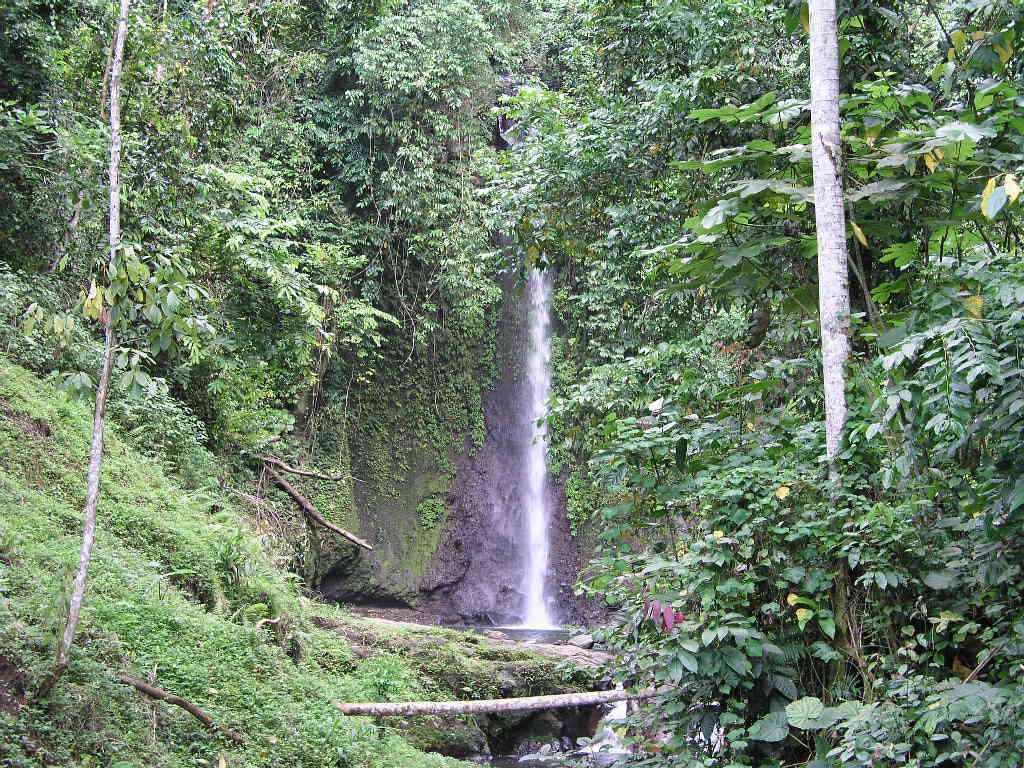
Wasserfall.
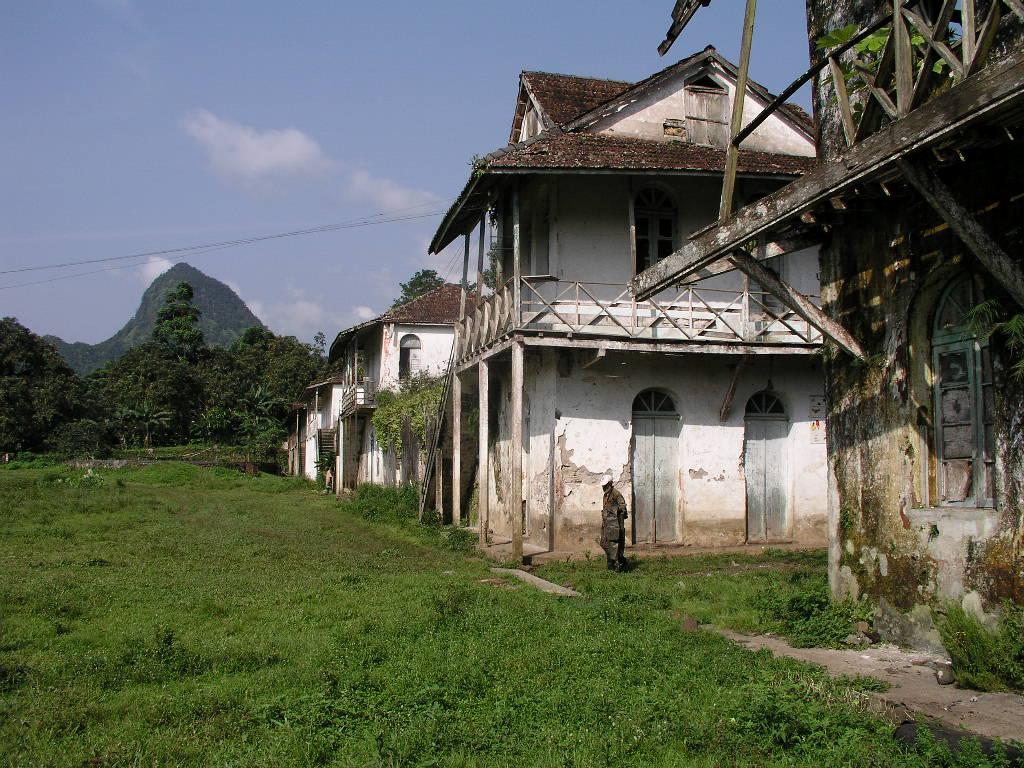
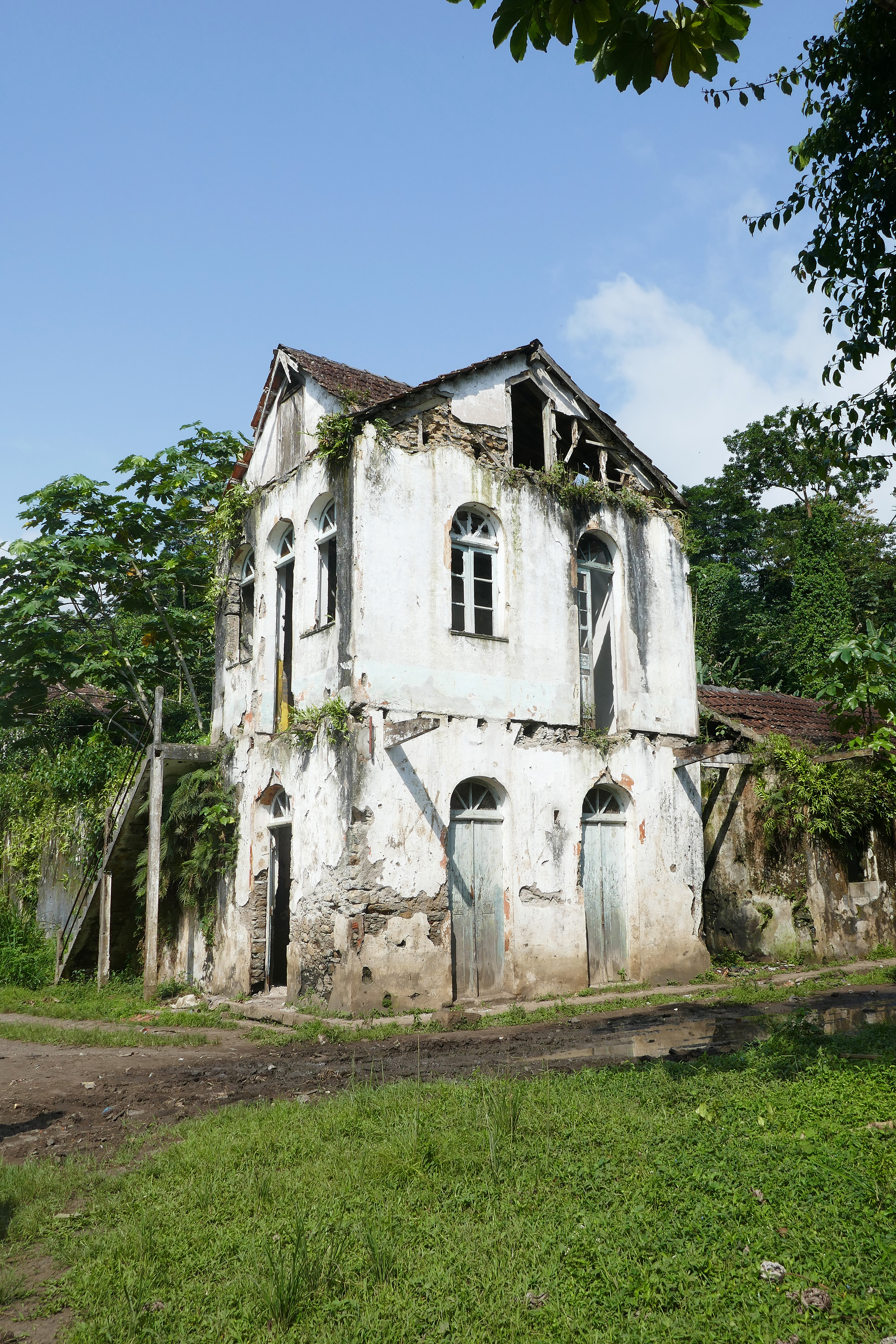
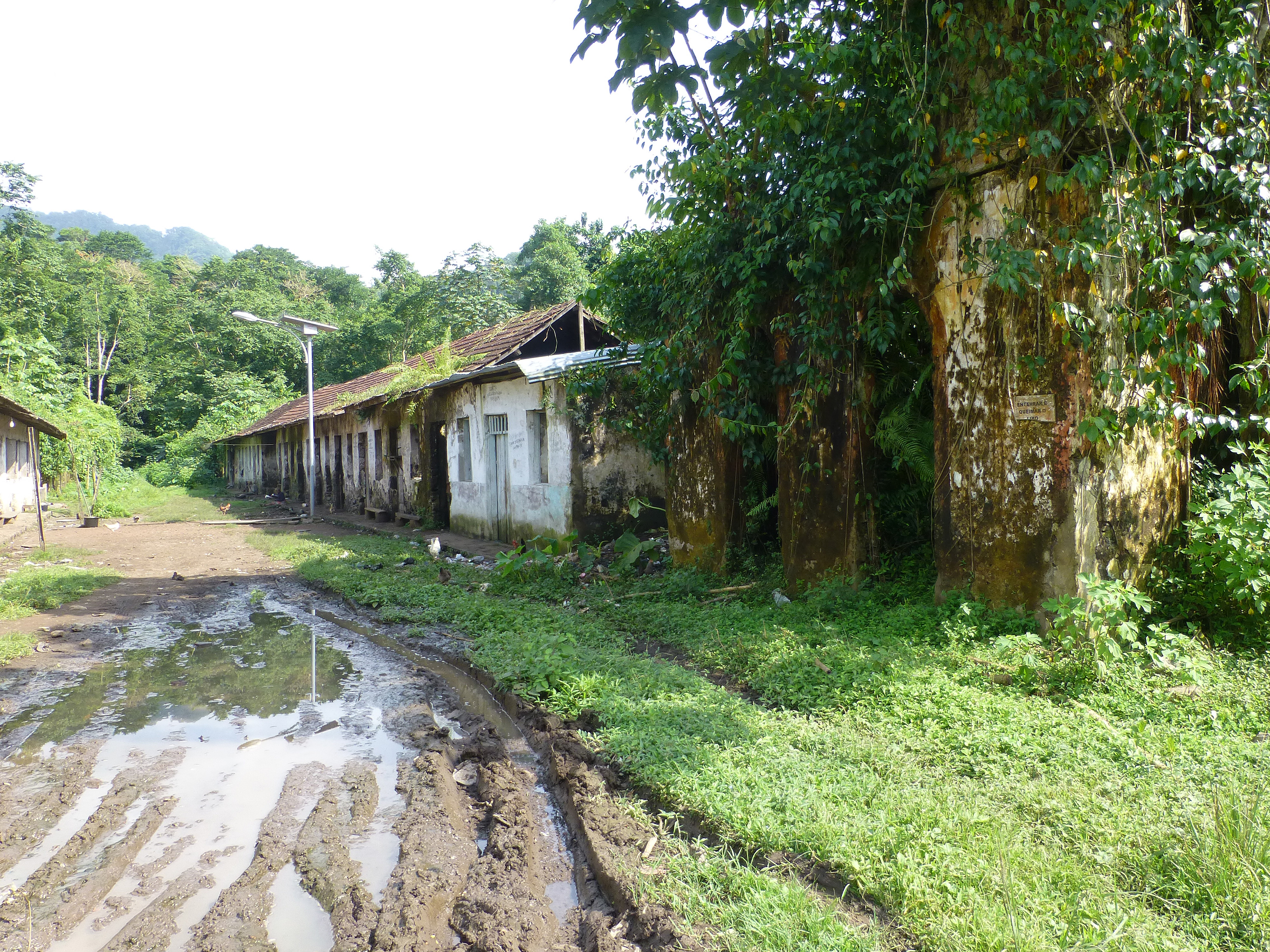
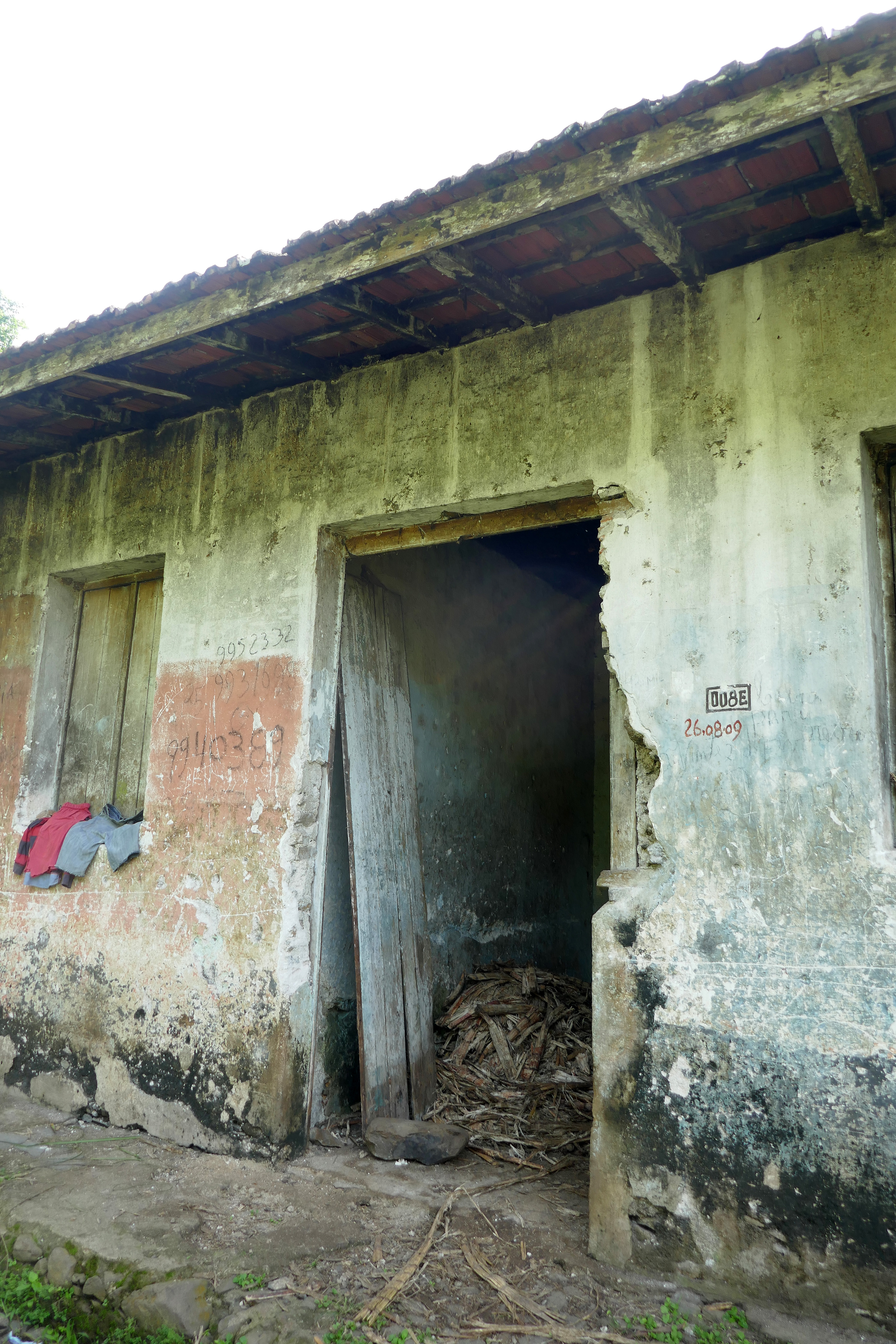

## Geschichte
Ursprünglich war die Roça Bombaim, ein Teil der Roça Milagrosa.
2010 wurde der Zustand der Gebäude fotografisch dokumentiert.

## Wirtschaft
Die ca. 30 Einwohner leben hauptsächlich von der Landwirtschaft (unter anderem Anbau von Kakao, Kaffee, Palmöl). In den letzten Jahren hat sich auch ein kleiner Zweig des Ökotourismus entwickelt.
Das ehemalige Verwaltungsgebäude wurde daher zu einer pousada, einer Herberge, umgebaut. Von dort aus sind Exkursionen nach Monte Café, in den Parque Natural Obô de São Tomé, an die Lagoa Amélia, die Kaskade São Nicolau, in den Jardin botanique de Bom Sucesso, oder auch zum Höchsten Punkt der Insel, dem Pico de São Tomé, möglich.

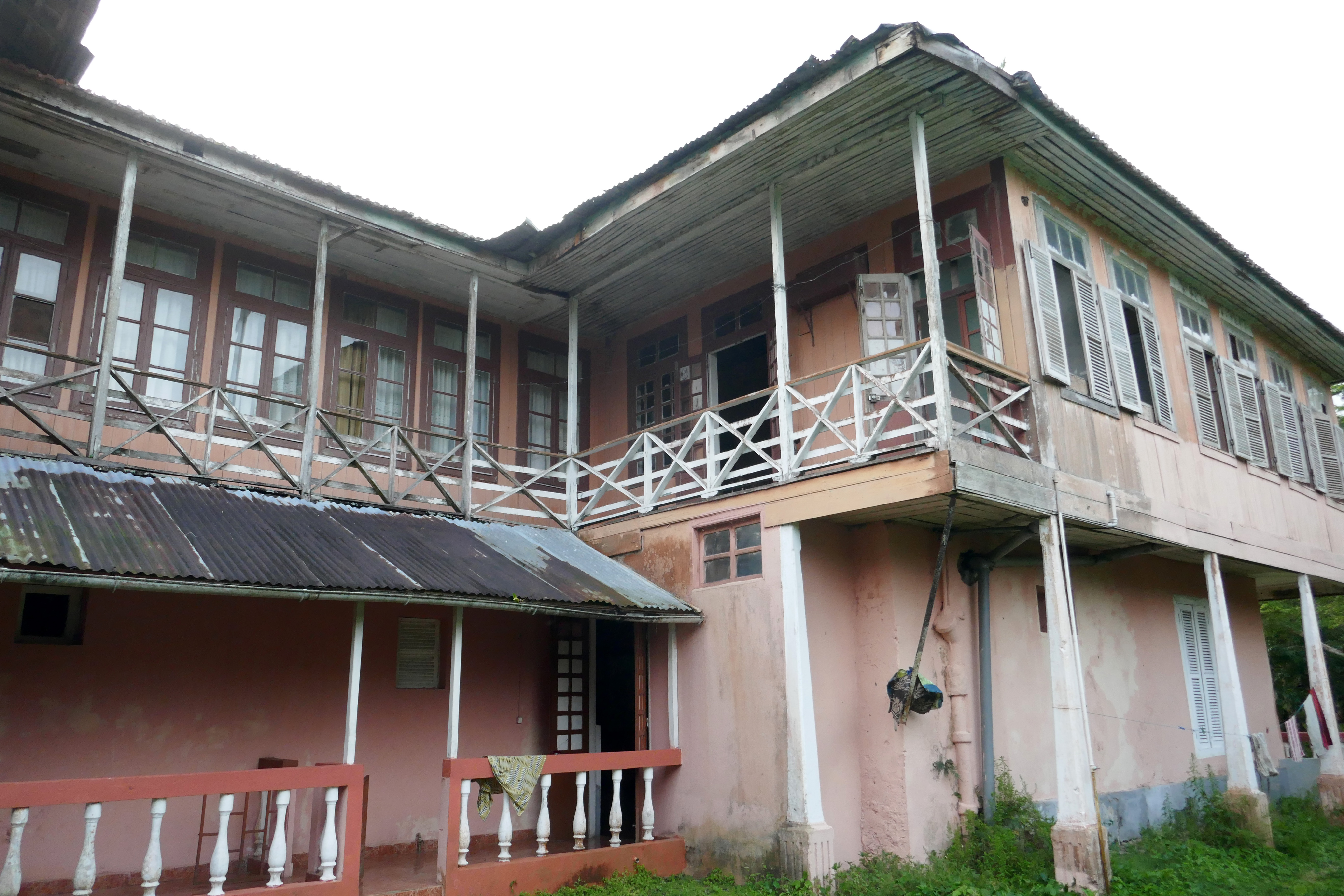
Nach der Renovierung.
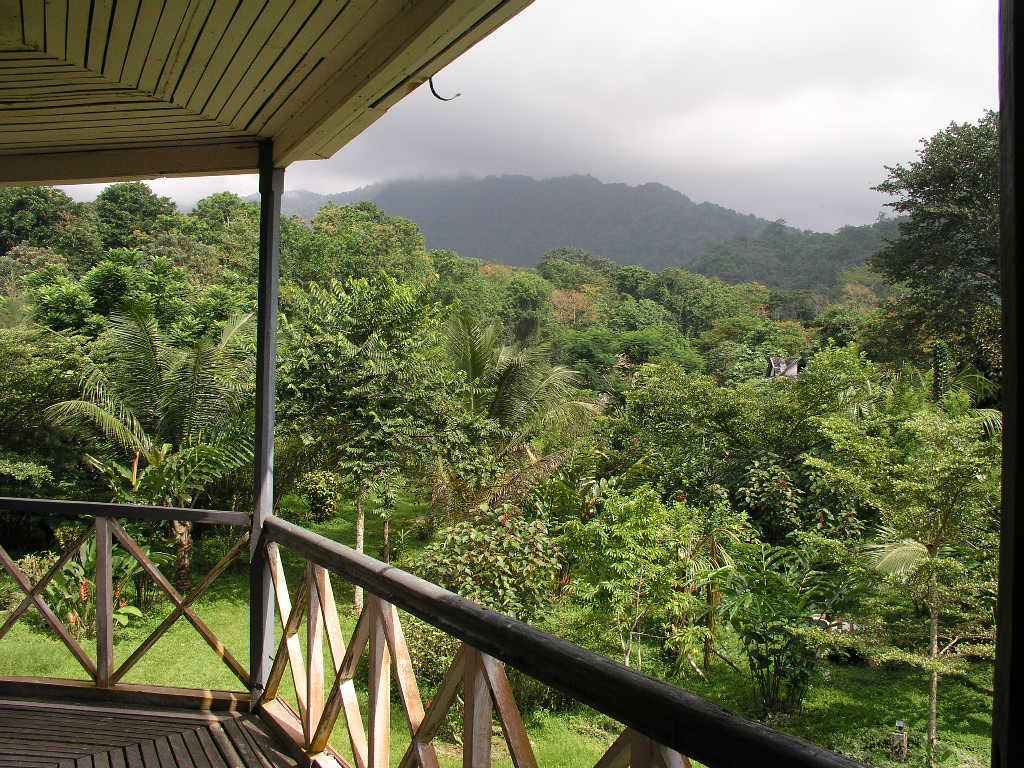
Panorama des Tales.
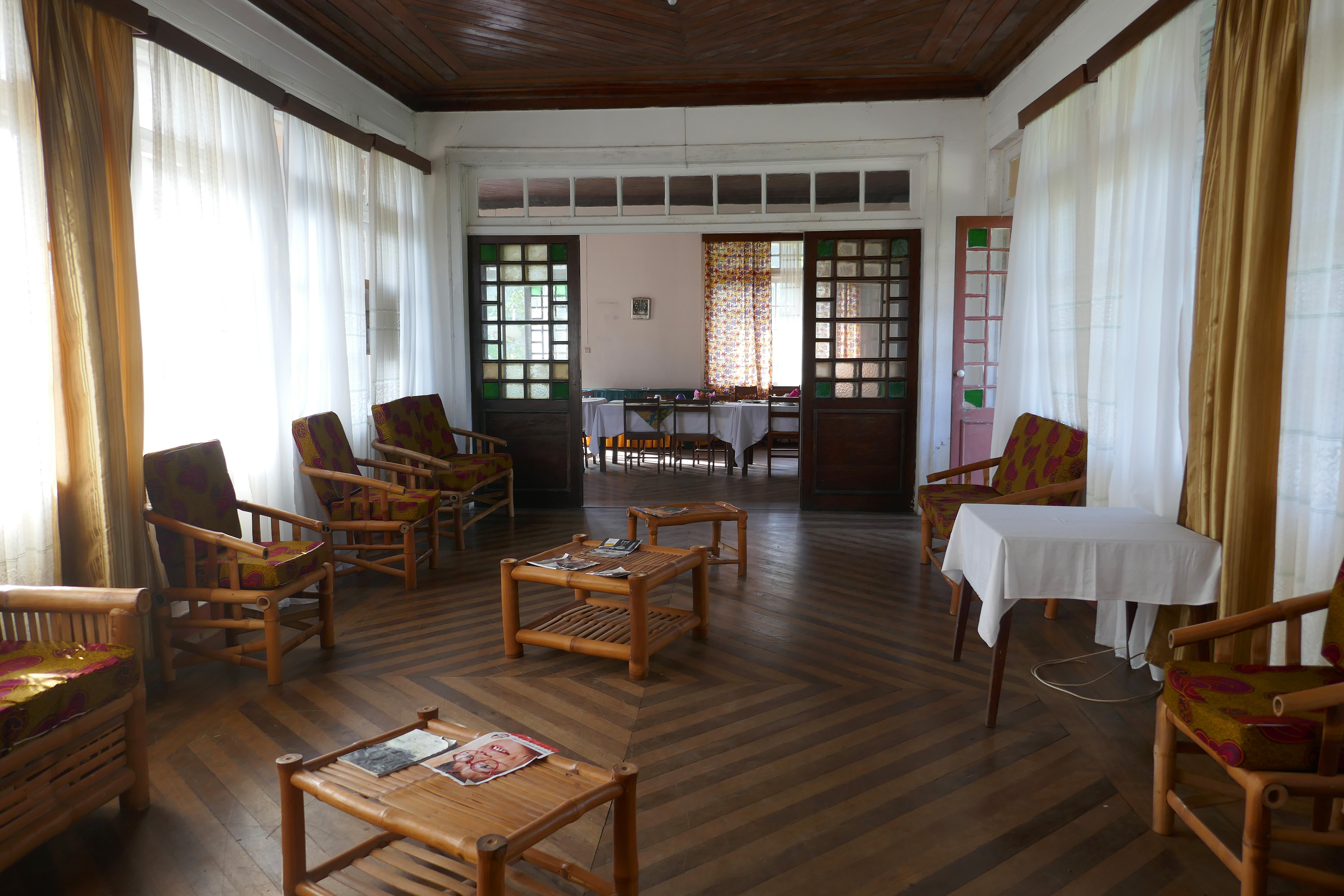
Einrichtung der Herberge.
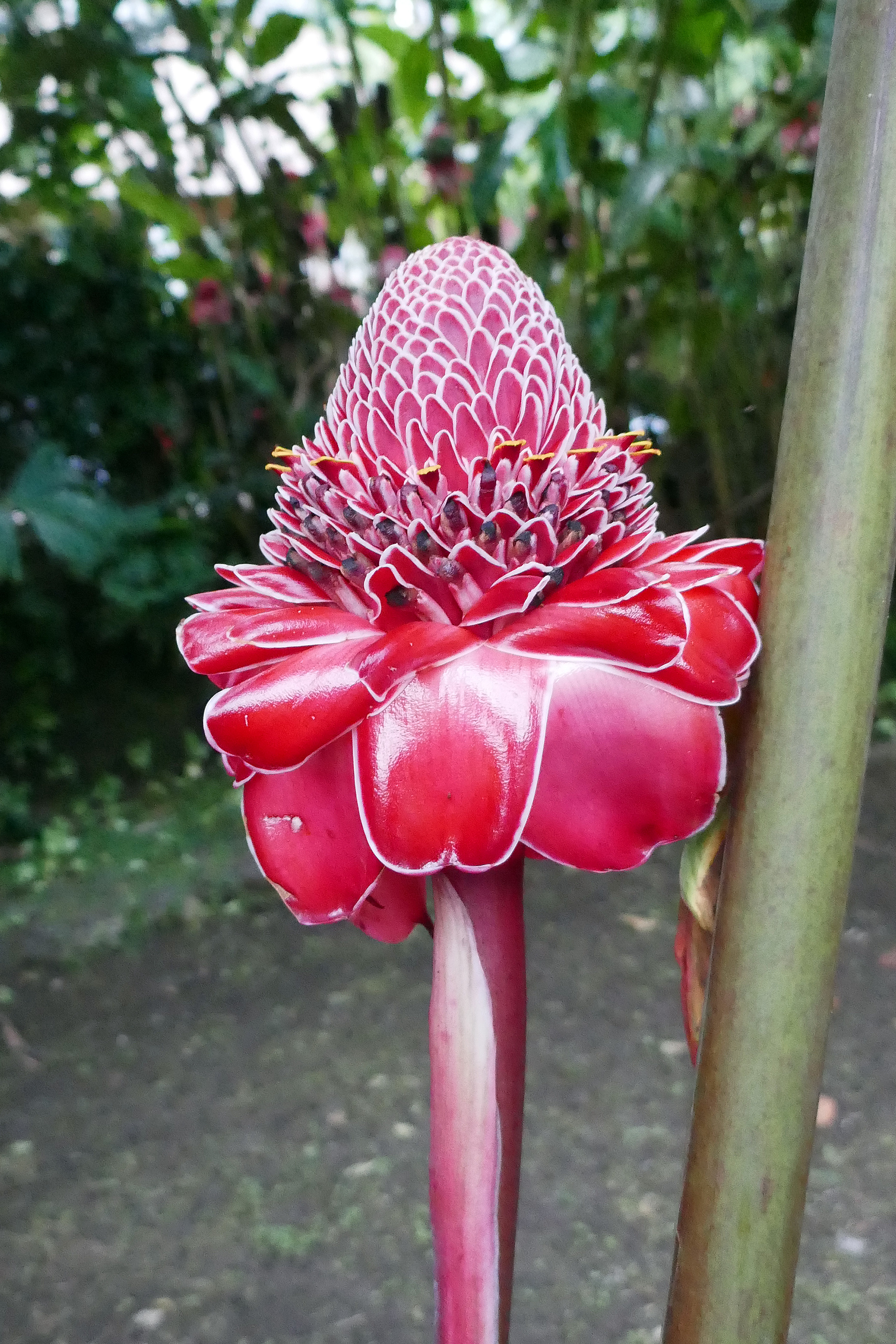
Etlingera elatior.